# Juan Baeza (Willemstad)
Juan Baeza – osada (buurt) w dzielnicy Paradijs, miasta Willemstad, w dystrykcie Willemstad, w kraju autonomicznym Curaçao, należącym do Holandii, w Ameryce Południowej. 20 października 2023 r. liczyła 507 mieszkańców. Pod względem powierzchni jest największą osadą w dzielnicy.